# Hartmann von Aue
Hartmann von Aue (c. 1170 - c. 1210) a fost un poet medieval german.
Alături de Wolfram von Eschenbach și Gottfried von Strassburg, a fost unul dintre principalii reprezentanți ai romanului cavaleresc.
Inspirându-se după Chrétien de Troyes, poetul creează tipuri originale în situații conflictuale inedite, de mare tensiune psihologică.

## Scrieri
- 1185: Erek
- 1187-1189: Gregorius
- 1190: Sărmanul Heinrich ("Der arme Heinrich")
- 1202: Iwein
- S Glaagebüechli.